# 地安门火神庙
39°56′08″N 116°23′22″E / 39.93546°N 116.38936°E
地安門火神廟，全稱敕建火德真君庙，又俗称什剎海火神廟，位于北京市西城区地安门外大街万宁桥西北侧，什刹海东岸，是一座道教正一派宫观。火神庙主要供奉南方火德真君（火神）。在北京众多火神庙中规模最大、历史最悠久。火神庙原是道教全真派祖庭白云观的下院，21世纪初修复重开后直属中国道教协会管辖。

## 历史
地安门火神庙始建于唐朝贞观六年（632年），元朝時，元顺帝至正六年（1346年）重修。明朝万历年间，由于宫廷连年遭遇火灾，故于明朝万历三十三年（1605年）下令扩建该火神庙，并赐琉璃碧瓦以压火。清朝乾隆二十四年（1759年）再度重修，“门及后阁俱加黄瓦”。
清朝末年，太监和道教界来往密切。太监四子（许子才、张子渔、田子久、魏子丹）之一的田子久，曾任地安门火神庙住持，并曾任北京道教协会会长，另一位太监信修明曾任副会长。
常人春《清代火神庙的中元法会》记载，近代张天师两次驻跸地安门火神庙。一次是清朝光绪二十几年（约为光绪二十五年，1899年），朝廷为了“息灾弭乱，永延清祚”，请第62代天师张元旭进京，在地安门火神庙主持由地安门火神庙、正阳门外关帝庙、朝阳门外东岳庙共同祈建的中元法会。另一次是民国五年（1916年），张天师进京住地安门火神庙，在新华宫建醮设坛。
中华人民共和国成立后，该庙被部队占用，庙内住满居民，宗教活动停止。1981年，北京市人民政府将该庙定为北京市文物保护单位。后来，北京市又决定将庙内全部居民迁走，由中国道教协会筹资修复庙宇，作为道教活动场所对外开放。2002年6月，火神庙腾退修缮工程启动。此项目二期工程纳入北京市“人文奥运”工程，从2002年起，文物部门拨出1000万元专用修缮资金；中国道教协会出资2000万元、西城区人民政府出资400余万元，专用于部队招待所及将近50户居民的腾退以及改善火神庙周边环境。修缮工程将火神庙内地平面降低1米多，拆除了非文物建筑800多平方米，中路各殿、东西配殿等建筑获得修缮，电线全部入地，60%的彩绘保留原貌，仅做除尘处理。该项工程于2008年3月6日竣工。2010年12月12日，中国道教协会在地安门火神庙举行修复竣工开放暨神像开光庆典。

## 建筑
地安门火神庙坐北朝南，三进院落。
- 山门：火神庙原来的山门东向，开在庙的东南角上，面对地安门外大街。山门为歇山顶，面阔一间，黄琉璃瓦绿剪边。
- 牌楼：山门内外原各有一座牌楼，均已毁，现内牌楼已重建，外牌楼尚未重建。内牌楼檐下东侧（正面）题“寿国仙林”，西侧（背面）题“丹天圣境”
- 钟楼、鼓楼（已毁）：山门内原有钟楼、鼓楼，均已毁。
  - 东配殿（已毁）：进山门，原来向西穿过荧惑宝殿的东配殿，即进入南北向的院落。
- 灵官殿：南面的倒座房原为隆恩殿，今称灵官殿，面阔三间，歇山顶。该殿现已改为山门式建筑，向南开有一门，门上南向悬挂“敕建火德真君庙”金色匾额。殿内祀隆恩真君王灵官，面向南；两壁有四元帅即馬華光、赵公明、温琼、岳飞的浮雕像。灵官殿北侧檐下悬挂中国道教协会会长任法融题写的“灵官殿”匾额。
- 荧惑宝殿：旧称火祖殿， 面阔三间，进深三间，歇山顶，前出抱厦，内有蟠龙藻井。殿内主祀南方火德荧惑星君，两侧每侧又各有三座神像。殿内原来悬有乾隆帝御笔题匾及对联，匾曰“司南利用”，对联曰“菽粟并资仁，功成既济；槐榆分布令，序美惟修”。该殿顶还有一个漆金八角蟠龙藻井，十分精巧。
  - 三官大殿：荧惑宝殿的西配殿。内祀三官大帝。
- 真武殿、万寿景命宝阁：旧称斗姥阁，阁内原来悬有乾隆帝御匾“妙统辰枢”。如今下层为真武殿，供奉真武大帝。上层为万寿景命宝阁。
  - 慈航殿：东配殿。祀慈航真人。
  - 财神庙：西配殿。中祀武财神赵公明，其南祀武财神关公，其北祀文财神比干。
- 后院：位于整座建筑群的最北面。正楼原称“万寿景命宝阁”，俗称玉皇阁，明朝称为皇极殿。阁内原来悬有乾隆帝御匾“紫霄香案”。该阁两侧的连廊下，各设有一掖门，直通庙后的一座水亭，从该亭可观赏什刹海烟波。后来这座“万寿景命宝阁”及庙后的水亭皆被毁。如今的后院建筑是21世纪初火神庙重修时新建的，也设有一座正楼，但“万寿景命宝阁”一名已用来命名修复后的原斗姥阁上层，后院现不对外开放。